# 이희진 (희극인)
이희진(1985년 11월 3일 ~ )는 대한민국의 희극 배우이다.